# 爱护动物党
爱护動物黨（荷蘭語：Partij voor de Dieren，缩写为PvdD）是一个荷蘭動物權利主義政黨，也是世界历史上第一個進入國會的動物權利促進政黨。但是該黨宣稱其非單一議題政黨，而是擁有許多領域政策的政黨。
在政治立場方面，爱护動物黨被歸為左翼。

## 參選狀況

### 荷蘭國會
2003年該黨第一次參選，結果獲得約50,000票(0.5%)，並未在眾議院取得席次。但在2006年選舉中，該黨獲得179,988票(1.8%)，使得爱护動物黨在眾議院首次獲得兩席，並於2010年國會改選中，成功保住兩席。
在參議院部分，爱护動物黨成功在2007年選舉中獲得一席。

### 歐洲議會
2004年選舉獲得153000票（3.2%），並未獲得席位；2009年選舉中獲得157735票（3.46%），仍未成功進入歐洲議會。在2014年歐洲議會選舉，成功取得1席。